# Laugavegur
Laugavegur er en vandringsrute på det sydvestlige Island fra varmkildeområdet Landmannalaugar (63° 59'28 "N 19° 03'37" W) til gletsjerdalen Þórsmörk (Thórs mål) (63° 42'10 "N 19° 25'38 "W). Den er kendt for den brede vifte af landskaber på sin 55 km lange rute. Ruten er typisk afsluttet i løbet af 2-4 dage med mulige stop ved bjerghytterne på Hrafntinnusker, Álftavatn, Hvanngil og Emstrur. En ultramarathon holdes på ruten hver juli. Det er muligt at kombinere turen med femvörðuhálsruten, der går over passet fra Þórsmörk til Skógar i yderligere en eller to dage eller yderligere 25 km. Landmannalaugar, Þórsmörk og Skógar kan alle nås med bus om sommeren. En bus fra Hella forbinder med Álftavatn en gang om dagen om sommeren.